# Sweets×Pop すっぴんNAGASAKI
『Sweets×Pop すっぴんNAGASAKI』は、2014年4月5日から放送を開始した長崎放送が製作するラジオ番組である。

## 放送時間
- 土曜 21:00 - 22:00

## パーソナリティ
- 上谷理佳